# Rendezvous (Plan 9)
Rendezvous es un mecanismo de sincronización de datos en el sistema operativo Plan 9 from Bell Labs. Es una llamada al sistema que permite que dos procesos intercambien un solo dato mientras se sincronizan.
La llamada rendezvous toma una etiqueta y un valor como argumentos. La etiqueta suele ser una dirección en la memoria compartida por ambos procesos. La llamada hace que un proceso se suspenda hasta que se produce una segunda llamada con una etiqueta coincidente. Luego, se intercambian los valores y se despiertan ambos procesos. 
Se pueden crear mecanismos de sincronización más complejos a partir de esta operación primitiva. Ver también exclusión mutua.